# Tivoli (Oslo)
 For alternative betydninger, se Tivoli (flertydig). (Se også artikler, som begynder med Tivoli)
Tivoli (etableret 4. november 1877, i Oslo, nedlagt 1935), var et underholdningssted inspireret af Københavns Tivoli. Før Tivoli blev etableret, var der et forlystelsessted med dårligt ry på Klingenberg. Ejeren og initiativtageren til det nye anlæg var den svenske skuespiller og teaterdirektør Knut Tivander. På grund af lave indtægter gik Tivoli konkurs efter kun to års drift. Ti år senere blev anlægget overtaget af danskeren Bernhard Jacobsen som ejede det frem til 1898. Under hans periode som ejer havde Tivoli sin storhedstid.
Der blev opført flere bygninger, og hele anlægget fik en ansigtsløftning.
Tivoli havde sin sidste ordinære sæson i 1934, og anlægget blev revet ned i 1937. Høyres Hus ligger i dag dér, hvor hovedindgangen til Tivoli var.

## Bygninger og etablissementer i Tivoli
- Cirkus Verdensteater (1895-1935)
- Chat Noir (1912-35)
- Røde Mølle (1927-35)

## Eksterne Henvisninger
- Skoleetaten Oslo, temahæfte om Tivoli Arkiveret 29. september 2007 hos  Wayback Machine

59°54′49″N 10°44′04″Ø / 59.91352°N 10.734349°Ø